# Kim Bo-reum
Kim Bo-reum (김보름?, Gim Bo-reumLR, Kim Bo-rŭmMR; Daegu, 6 febbraio 1993) è una pattinatrice di velocità su ghiaccio sudcoreana.

## Palmarès

### Olimpiadi
- Argento nel mass start a Pyeongchang 2018

### Mondiali distanza singola
- Oro nel mass start a Gangneung 2017
- Argento nel mass start a Kolomna 2016
- Argento nel mass start a Salt Lake City 2020
- Bronzo nell'inseguimento a squadre a Soči 2013

### Giochi asiatici
- Oro 5000 m a Sapporo 2017
- Argento 3000 m a Almaty e Astana 2011
- Argento 3000 m a Sapporo 2017
- Argento inseguimento a squadre a Sapporo 2017
- Bronzo mass start a Sapporo 2017

### Universiadi
- Oro 1500 m a Trentino 2013
- Oro inseguimento a squadre a Trentino 2013
- Argento 3000 m a Trentino 2013

### Coppa del Mondo
- Vincitrice della Coppa del Mondo mass start nel 2013, nel 2017 e nel 2019.